# Carlo Chenis
Carlo Chenis (Turijn, 20 april 1954 - Rome,  19 maart 2010) was een Italiaans bisschop. 
Nadat hij was toegetreden tot de Salesianen van Don Bosco legde hij op 8 september 1971 de kloostergeloften af. Hij voltooide zijn studies filosofie en theologie aan de Pauselijke Salesiaanse Universiteit. Chenis werd op 26 mei 1984 tot priester gewijd bij de Salesianen en promoveerde in 1989 in de kunstwetenschappen. In 1989 promoveerde hij aan de Universiteit van Turijn in de kunstwetenschap, waarna hij in Rome docent werd in de theoretische filosofie en onder meer les gaf in de kennistheorie, formele logica, esthetica en taalfilosofie. Hij werd in 2006 benoemd tot bisschop van Civitavecchia-Tarquinia.
Chenis overleed in maart 2010 aan kanker.

## Werken
- Angelo Casciello, Visioni del sacro, Opere 1973-2001, San Gabriele 2001
- Percorsi artistici 2000, in Annali Fondazione Staurós Italiana Onlus III, San Gabriele 2001
- Festa dell’Artista. Giubileo degli Artisti, San Gabriele 2000
- Cento Artisti rispondono al Papa. Commento in opere e parole alla Lettera del Papa Giovanni Paolo II agli Artisti, San Gabriele 2000
- Il turismo religioso e il grande Giubileo del 2000, Florenz 1999
- L’iconografia, San Gabriele 1999
- I beni culturali tra stato e regioni - Tra centro e periferia, Pisa 1988
- Ragioni concettuali e valenze linguistiche dell’arte contemporanea - Un tentativo di diagnosi e di terapia, San Gabriele 1996
- Fondamenti teorici dell’arte sacra, Magistero post-conciliare Rom 1990

- Bibliothèque nationale de France: cb12303541n (data)
- Gemeinsame Normdatei: 132176548
- International Standard Name Identifier: 0000 0001 1475 3239
- Library of Congress Control Number: n95014802
- Nationale Bibliotheek van Tsjechië: xx0177377
- Nederlandse Thesaurus van Auteursnamen: 270142436
- Istituto Centrale per il Catalogo Unico: RAVV060817
- Système universitaire de documentation: 031908659
- Virtual International Authority File: 76382921
- WorldCat: E39PBJkxMkxjhdQWpcK79MP4v3